# Архипенко В'ячеслав Павлович
В'ячеслав Павлович Архипенко (нар., 19 травня 1938, Краснодар, РРФСР, СРСР) — український радянський футболіст, захисник.

## Біографія
Народився і виріс у Краснодарі. У восьмому класі почав грати за юнацьку команду місцевого «Динамо». Також займався волейболом і баскетболом. Після закінчення школи виступав за колектив заводу вимірювальних приладів. Після одного з матчів, котрий проходив у Ростові, він отримав запрошення до команди «Крила Рад» з Білої Калитви Ростовської області. Йому пообіцяти добре працевлаштувати і в місті був технікум, де можна було продовжувати навчання. «Крильця» брали участь у першості області і спортивного товариства «Труд». На фіналі змагання «трудових» колективів був присутній тренер «Чорноморця» Микола Голяков, який запросив до Одеси В'ячеслава Архипенка, та його партнерів Германа Шуйського і Юрія Романова.
До приморського міста приїхав наприкінці 1961 року, вдало провів підготовчий період і Анатолій Зубрицький поставив молодого захисника гравцем основного складу. Володимир Єлісєєв грав зліва, праворуч — Юрій Заболотний, а В'ячеслав Архипенко і Олексій Попичко — у центрі, у воротах — Георгій Городенко.
Наприкінці року отримав повістку на військову службу і три сезони захищав кольори «одеських армійців». 1963 року його клуб став чемпіоном Української РСР, на виїзні ігри особисто літав командувач Одеського військового округу маршал Бабаджанян. Наступного сезону «армійці» здобули путівку до еліти радянського футболу, а його обрали до списку «33 кращих футболістів України». У сезоні-1965 команді вдалося закріпитися серед найсильніших колективів, але почали демобілізувалася значна кількість футболістів, які призивалися разом з В'ячеславом Архипенком. Він особисто повернувся до команди одеських моряків.
1968 року він і Олексій Солодкий перейшли до «Кривбаса», де були кращі фінансові умови. Згодом виявилося, що його погляди на гру центрального захисника відрізнялися від бажання головного тренера: він звик відповідати за свою зону, а його змушували грати персонально з кожним гравцем-суперником, що йшов до воріт «Кривбаса» і відкривати простір перед своїми воротами. Архипенко вважав цю тактика хибною і це стало однією з причин, що наприкінці сезону він завершив футбольну кар'єру і повернувся до родини.
В Одесі влаштувався слюсарем на завод «Поліграфмаш», згодом на це підприємство прийшов і Олексій Солодкий. Колишні партнери на футбольному полі пропрацювали разом на виробництві 30 років. В'ячеслав Архипенко був нагороджений медаллю «За трудову доблесть».

## Досягнення
- Чемпіон УРСР (1): 1963

## Статистика
| Команда           | Д-1  | Д-1  | Д-2  | Д-2  | Д-3  | Д-3  | Кубок | Кубок |
| Команда           | Ігри | Голи | Ігри | Голи | Ігри | Голи | Ігри  | Голи  |
| ----------------- | ---- | ---- | ---- | ---- | ---- | ---- | ----- | ----- |
| «Чорноморець»     | 47   | 0    | 24   | 1    | —    | —    | 5     | 0     |
| СКА (Одеса)       | 20   | 0    | 40   | 0    | 37   | 0    | 6     | 0     |
| «Кривбас»         | —    | —    | 34   | 0    | —    | —    | —     | —     |
| Всього за кар'єру | 67   | 0    | 98   | 1    | 37   | 0    | 11    | 0     |